# Аракелян, Арарат Амбарцумович
Арара́т Амбарцу́мович Аракеля́н (арм. Արարատ Համբարձումի Առաքելյան, 1 февраля 1984, Ереван, Армянская ССР, СССР) — армянский футболист, полузащитник. Выступал за сборную Армении.

## Клубная карьера
Воспитанник футбольной школы «Малатия». За клуб «Малатия» выступал в 2001 году в чемпионате Первой лиги. После окончания первенства клуб расформировался, а Аракеляна пригласили выступал за клуб Премьер-лиги «Бананц». С возрастом навыки мастерства только увеличивались. В составе «Бананца» становился трижды серебряным призёром и обладателем Кубка Армении. В 2007 году, после завоевания кубка и серебра чемпионата Аракеляну поступило предложение подписания контракта с донецким «Металлургом». Помимо этого приглашения были предложены контракты из Германии и Бельгии, но с 2008 года стал официально игроком «Металлурга». За два года проведённых в Донецке, так и не закрепился в составе команды. В большинстве случаев выходил на замену в концовках матчей. В 2010 году, в зимнее трансферное окно, на правах аренды вернулся в расположение родного клуба на просмотр. После чего руководство клуба подписало с Аракеляном контракт сроком на один сезон. После окончания сезона закончилась аренда футболиста в «Бананце». Последовал возврат в стан «металлургов». С «Металлургом» контракт был прекращён, вернулся в «Бананц». Отыграв первую половину чемпионата, подписал годичный контракт с иранским клубом «Мес» из Кермана, за который начнёт выступать с сентября. 24 июня, разорвав контракт с «Бананцем», по обоюдному желанию переехал в Иран.

## Карьера в сборной
С 2002 года начал выступать в молодёжной сборной за которую отыграл 13 матчей. А в национальной команде дебютировал 18 марта 2005 года в товарищеском матче, прошедшем в Дубае в матче против сборной Кувейта. В Иране дела у Аракеляна не заладились. Травма не позволила долго играть, а посадила игрока в лазарет. В летнее трансферное окно истёк трудовой договор и Аракелян вернулся на родину. Предложения от клубов поступали из Ирана, России, Германии, Сербии. Позже Аракелян, с Адреем Атанасовым подписали контракт с «Бананцем».

## Достижения
«Бананц»
- Чемпион Армении: 2014
- Серебряный призёр чемпионата Армении: 2003, 2006, 2007, 2010
- Обладатель Кубка Армении: 2007
- Финалист Кубка Армении: 2003, 2004, 2010
- Обладатель Суперкубка Армении: 2014